# Det Centrale Personregister
Det Centrale Personregister (CPR) er et landsdækkende statsligt folkeregister og indeholder grundlæggende personoplysninger om enhver, der har et personnummer (CPR-nummer). Registret blev oprettet den 2. april 1968.
I registret registreres personnummer, navn, adresse, fødselsregistrering, statsborgerskab, folkekirkeforhold, slægtskab, civilstand samt statusoplysninger for den enkelte personregistrering.
Registeret drives af CPR-kontoret, der er et kontor i Social- og Indenrigsministeriets departement.
De seks første cifre i personnummeret angiver personens fødselsdato i rækkefølgen dag (01-31), måned (01-12) og årstal uden århundrede. De sidste fire cifre i personnummeret udgør et løbenummer, idet sidste ciffer angiver, om der er tale om en mandlig (ulige nummer) eller en kvindelig (lige nummer) person. Indtil den 1. oktober 2007 opfyldte alle personnumre den såkaldte modulus 11 kontrol.
I nogle tilfælde tildeles et nyt nummer når personen juridisk skifter køn.